# Coilia rebentischii
Coilia rebentischii är en fiskart som beskrevs av Bleeker, 1858. Coilia rebentischii ingår i släktet Coilia och familjen Engraulidae. Inga underarter finns listade i Catalogue of Life.